# Have You Met Miss Jones
Clip vidéo
[vidéo] « Joe Rines - Have You Met Miss Jones? (1937) », sur YouTube
[vidéo] « Bing Crosby - Have You Met Miss Jones? (1937) », sur YouTube
[vidéo] « Robbie Williams - Have You Met Miss Jones? », sur YouTube
Have You Met Miss Jones (Avez-vous rencontré Mlle Jones, en anglais) est un standard de jazz composé par Richard Rodgers et  écrit par Lorenz Hart, pour leur comédie musicale américaine de Broadway I'd Rather Be Right (en) de 1937. 

## Histoire
Richard Rodgers et Lorenz Hart composent et écrivent cette chanson d'amour pour leur comédie musicale à succès I'd Rather Be Right (en) de 1937, interprétée sur scène par Joy Hodges (en) et Austin Marshall. Elle est enregistrée avec succès pour la première fois cette même année, en disque 78 tours, chez Brunswick Records, par Lee Sullivan et l'orchestre de Joe Rines, puis reprise depuis par de nombreux interprètes.

## Structure
Le pont du morceau présente des modulations en tierces majeures (Si♭, Sol♭, Ré) ; ce mouvement harmonique pourrait avoir inspiré le saxophoniste John Coltrane pour ses « Coltrane changes » (accords de Coltrane) tels qu'on les retrouve sur sa composition Giant Steps.

## Reprises et adaptations notoires
Ce standard de jazz est repris par de nombreux interprètes, dont :
- 1937 : Lee Sullivan, avec l'orchestre de Joe Rines
- 1947 : George Shearing Trio
- 1950 : Benny Goodman Trio
- 1956 : Bing Crosby, album Bing Sings Whilst Bregman Swings (en)
- 1956 : Ella Fitzgerald, album Ella Fitzgerald Sings the Rodgers & Hart Songbook (en)
- 1958 : Louis Armstrong, album Louis Under the Stars (en)
- 1958 : Anita O'Day, album Anita O'Day at Mister Kelly's (en)
- 1961 : Frank Sinatra, album Sinatra Swings (en)
- 1961 : Sarah Vaughan, album The Divine One (en)
- 1963 : McCoy Tyner, album Reaching Fourth (en)
- 1965 : Chet Baker, album Smokin' with the Chet Baker Quintet (en)
- 1973 : Joe Pass, album Virtuoso (en)
- 1979 : Stéphane Grappelli Quartet
- 1983 : Martial Solal, albums Bluesine, Jazz 'n (e)motion (1998) et Live at the Village Vanguard (2008)
- 2001 : John Scatman, album compilation Listen To The Scatman
- 2001 : Robbie Williams, album Swing When You're Winning

## Au cinéma et télévision
- 1955 : Les hommes épousent les brunes, de Richard Sale, avec Jane Russell
- 2001 : Le Journal de Bridget Jones, de Sharon Maguire, avec Renée Zellweger, interprétée par Robbie Williams (album Swing When You're Winning)
- 2025 : Bridget Jones : Folle de lui, de Michael Morris, interprétée par Robbie Williams au générique de fin.